# Alcis obsoletaria
Alcis obsoletaria là một loài bướm đêm trong họ Geometridae.